# Écurey-en-Verdunois
Écurey-en-Verdunois ist eine französische Gemeinde mit 113 Einwohnern (Stand: 1. Januar 2022) im Département Meuse in der Region Grand Est (bis 2015 Lothringen). Sie gehört zum Arrondissement Verdun und zum Kanton Montmédy. Die Einwohner werden Ecureuils genannt.

## Geografie
Écurey-en-Verdunois liegt etwa 31 Kilometer nordnordwestlich von Verdun. Umgeben wird Écurey-en-Verdunois von den Nachbargemeinden Lissey im Norden und Nordosten, Peuvillers im Osten, Réville-aux-Bois im Süden, Vilosnes-Haraumont im Südwesten und Westen sowie Bréhéville im Westen und Nordwesten.

## Bevölkerungsentwicklung
| Jahr                       | 1962 | 1968 | 1975 | 1982 | 1990 | 1999 | 2006 | 2011 | 2019 |
| Einwohner                  | 247  | 240  | 200  | 161  | 156  | 151  | 132  | 139  | 118  |
| Quellen: Cassini und INSEE |      |      |      |      |      |      |      |      |      |

## Sehenswürdigkeiten

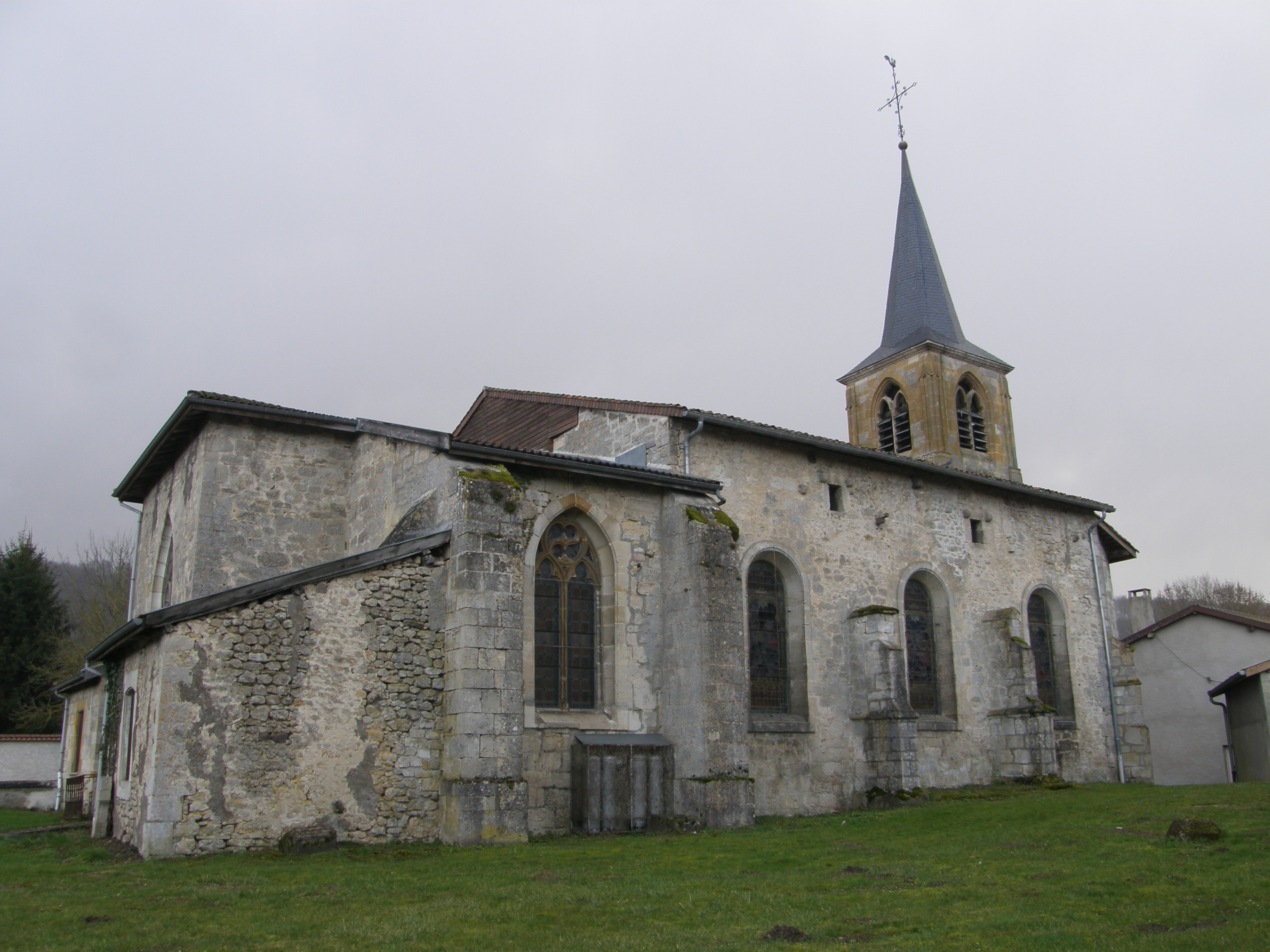
Kirche Notre-Dame-de-l’Assomption

- Kirche Notre-Dame-de-l’Assomption